# Bavent
Bavent település Franciaországban, Calvados megyében. Lakosainak száma 1912 fő (2022. január 1.). Bavent Basseneville, Bréville-les-Monts, Escoville, Gonneville-en-Auge, Goustranville, Petiville, Touffréville, Troarn és Varaville községekkel határos.

## Népesség
A település népességének változása:
| Lakosok száma | 849  | 914  | 1606 | 1739 | 1753 | 1768 | 1814 | 1923 | 1932 | 1912 |
|               | 1968 | 1982 | 1990 | 2006 | 2013 | 2015 | 2017 | 2019 | 2020 | 2022 |